# Râul Siret între Pașcani și Roman
Râul Siret între Pașcani și Roman este o arie protejată (sit de importanță comunitară — SCI) din România, desemnată în scopul protejării biodiversității și menținerii într-o stare de conservare favorabilă a florei spontane și faunei sălbatice, precum și a habitatelor naturale de interes comunitar aflate în arealul zonei de protecție. Aceasta este întinsă pe o suprafață de 3.750,8 ha, integral pe uscat.

## Localizare
Centrul sitului Râul Siret între Pașcani și Roman este situat la coordonatele 47°06′29″N 26°52′53″E / 47.10815°N 26.8815°E. Situl se întinde pe teritoriile administrative ale comunelor Alexandru I. Cuza, Butea, Hălăucești, Mircești, Mogoșești-Siret, Răchiteni, Ruginoasa și Stolniceni-Prăjescu; și pe cel al municipiului Pașcani din județul Iași și pe cele ale comunelor Doljești, Gâdinți, Horia, Ion Creangă, Sagna și Tămășeni; și pe cel al municipiului Roman din județul Neamț.

## Înființare
Situl Râul Siret între Pașcani și Roman a fost declarat sit de importanță comunitară (ROSCI0378) în septembrie 2011 pentru a proteja 11 specii de animale.

## Biodiversitate
Situată în ecoregiunea continentală, aria protejată nu include niciun habitat protejat.
La baza desemnării sitului se află mai multe specii protejate:
- amfibieni (3): buhai de baltă cu burtă roșie (Bombina bombina), izvoraș-cu-burta-galbenă (Bombina variegata), triton cu creastă (Triturus cristatus)
- mamifere (3): vidră de râu (Lutra lutra), liliac cu urechi mari (Myotis bechsteinii), liliac comun (Myotis myotis)
- pești (4): avat (Aspius aspius), zvârlugă (Cobitis taenia Complex), boarță (Rhodeus amarus), porcușor de șes (Romanogobio vladykovi)
- reptile (1): țestoasa de baltă (Emys orbicularis)